# Broskev

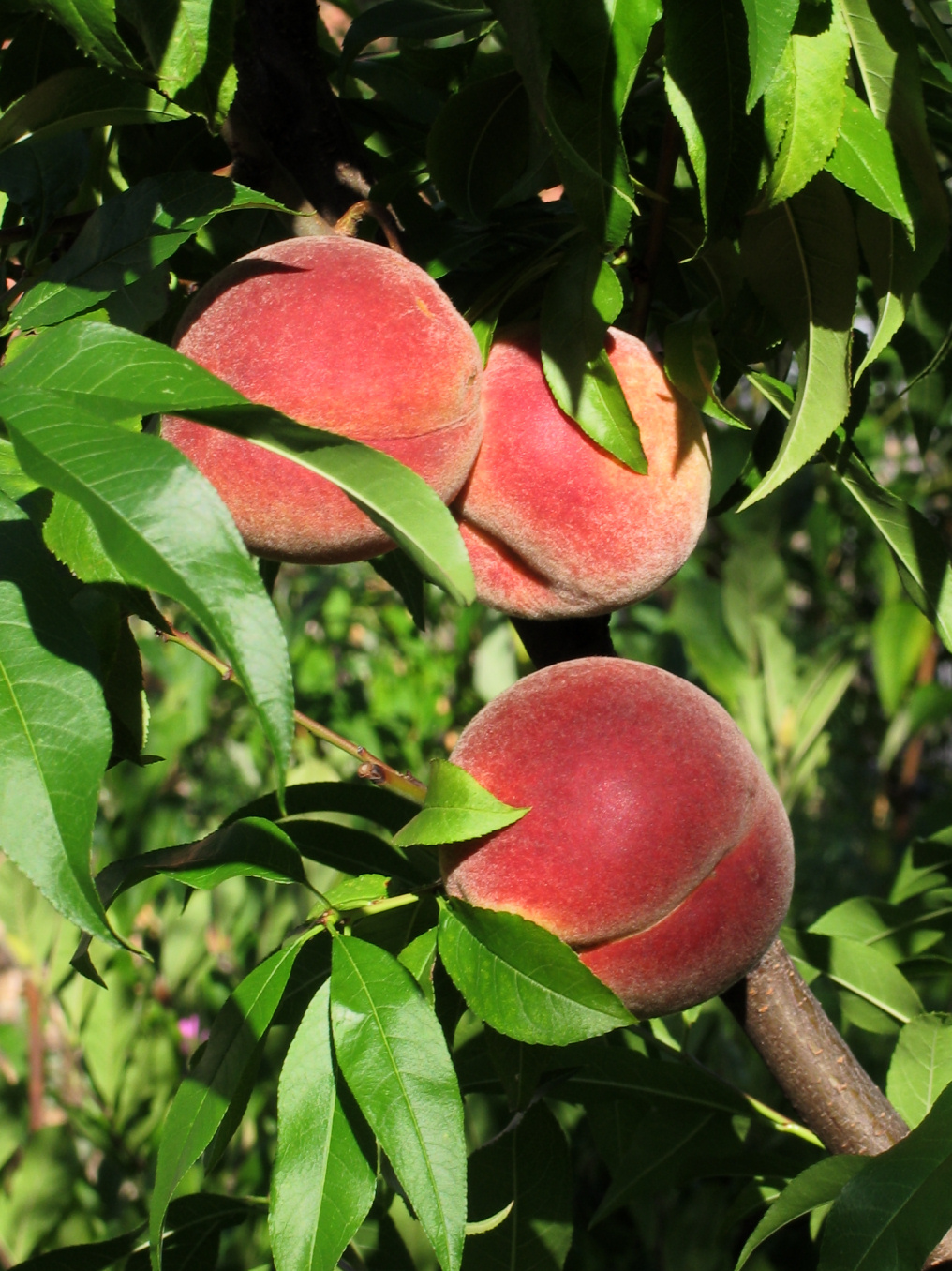
Broskev na stromu

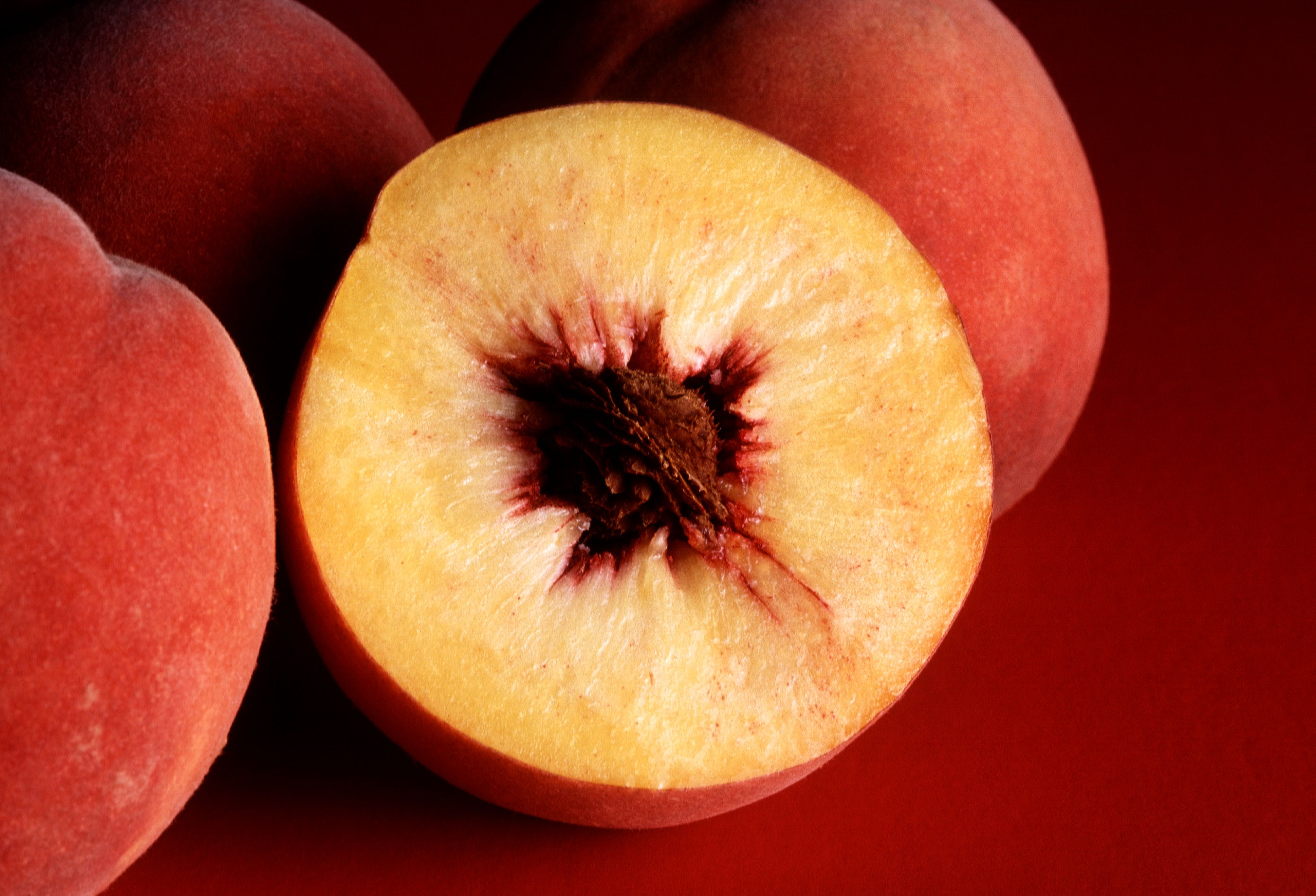
Broskve

Broskev je druh ovoce ze skupiny peckovice, který roste na stromu broskvoň obecná. Jedná se o měkký plod tvořený peckou, která je uprostřed. Okolo ní se nachází sladká dužnina přibližně žluté barvy obsahující vysoký podíl vody. Ohraničena je jedlou slupkou, která má oranžovou až načervenalou barvu, pokud je plod zralý. Často je slupka chráněna drobným chmýřím, které se odstraňuje omytím ovoce před konzumací.
Plod je obvykle ve tvaru nepravidelné koule, která je rozdělena viditelnou rýhou na dvě nestejné části. Samotný plod obsahuje až 88 % vody, 9 % cukrů a je bohatým zdrojem celé řady minerálů a vitamínů jako například draslíku, vápníku, sodíku, železa, zinku či hořčíku, které pozitivně působí na duševní pohodu člověka. Z vitamínů pak například provitamin A, vitamin C a vitamin B3. Jejich konzumace není náročná na trávicí soustavu, jelikož obsahují šťávy, které mají blahodárný vliv na vylučování s až lehce projímavým účinkem díky obsahu látek, jako je například kyselina listová.

## Historie

### Název
Slovo broskev v češtině vzniklo spojením původního latinského názvu persica či malum persicum (perské jablko) se slovem brassica (brukev). Ve staročeštině se pak o broskvi hovořilo jako o břeskvi, břetkvi, také jako o madlenkách, májovém květu, nektarinkách i o perských jablkách a o tvrdkách. Postupným vývojem jazyka vznikl současný název broskev. V jiných jazycích je většinou název odvozen od latinského názvu anebo od řeckého persikon mélon, znamenajícího rovněž perské jablko.

### Původní výskyt
Broskve se původně začaly pěstovat v Číně přibližně před 4 tisíci lety, především v provinciích Che-pej a S’-čchuan, odkud se šířily do celého světa po hedvábné stezce postupně přes Persii, kde brzy zdomácněly jako kulturní ovocné dřeviny. Persie byla dlouho považována za vlast broskví, v Římě se nazývaly perská jablka (mala persica). Tak také vzniklo pozdější pojmenování rodu, Persica. Broskve se v Římě rychle rozšířily, Římané je rozšířili do Galie – důkazem toho jsou broskvové pecky v archeologických nálezech. V 10. století se broskve dostaly do Anglie. V 17. století se broskve díky vystěhovalcům dostaly do Ameriky, kde v Texasu a v Kalifornii našly výhodné klimatické podmínky a přičinlivé pěstitele.
V současnosti je největší produkce broskví ve Středomoří (Itálie a Španělsko). Mezi přední producenty poslední dobou pronikají také Spojené státy americké, kde jsou broskve pěstovány převážně ve dvou státech Kalifornie a Georgie.

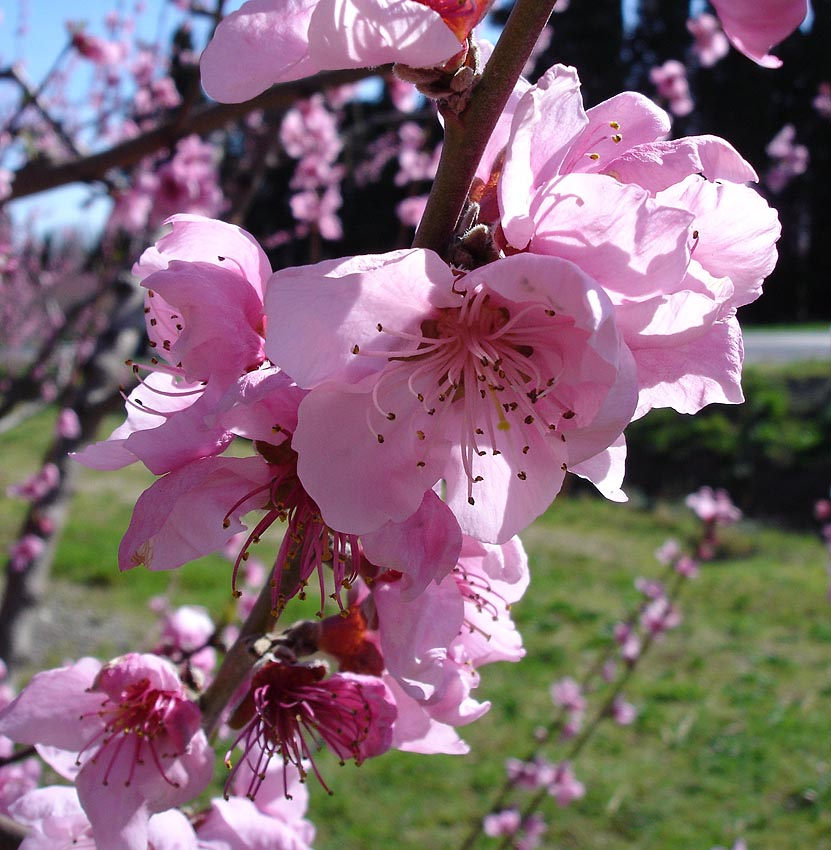
Květenství ze kterého vzniká broskev

## Pěstování
Broskev je ovocný druh, který se vyznačuje vysokými nároky na teplo a světlo. Na pěstování broskví jsou nejvhodnější oblasti s průměrnou roční teplotou 7 až 10 °C, s průměrnými červnovými teplotami nad 18 °C a ročními srážkami do 600 mm.
V podmínkách České republiky jsou nejvhodnější polohy pro pěstování broskví v nadmořské výšce okolo 200 metrů. Pro pěstování broskví nejsou vhodná stanoviště, kde se vyskytují pozdní ranní mrazíky. Nejvhodnějším stanovištěm jsou mírné svahovité polohy s jižní, případně jihozápadní či jihovýchodní, expozicí.
Broskev vyžaduje výživné, teplé a přiměřené vlhké půdy.
Nesnáší jílovité, těžké a kyselé půdy. Vyhovují půdy s pH 6–7, obsah vápna v půdě má být 3 až 5 procent CaCO3.

### Druhy broskví
Broskve se dělí na dvě velké skupiny:
- oddělitelné od pecky – dužnina se dá velmi snadno separovat od pecky, aniž by se dužnina na ní zachytávala
- neoddělitelné od pecky – dužnina se nedá snadno oddělit. Tato skupina se pak dále dělí na bělomasé, žlutomasé a červenomasé (zvané někdy také „krvavé“) broskve. Zvláštním variantou jsou broskve tvarem připomínající americkou koblihu zvané koblihová broskev (paraguayo).[1]

Rozdíl mezi těmito skupinami není jenom v barvě dužniny, ale také v chuti. Konzumenti tvrdí, že broskve ze skupiny bělomasých jsou chuťově bohatší, obsahují více šťávy oproti žlutomasým. Na druhou stranu je jejich pěstování náročnější, jelikož mají vyšší nároky na teplotní stabilitu, škůdce. Barva dužniny a slupky je zapříčiněna obsahem přírodního barviva karotenu, který ochraňuje plod před sluncem, jelikož zabraňuje vzniku volných radikálů.

#### Nektarinka

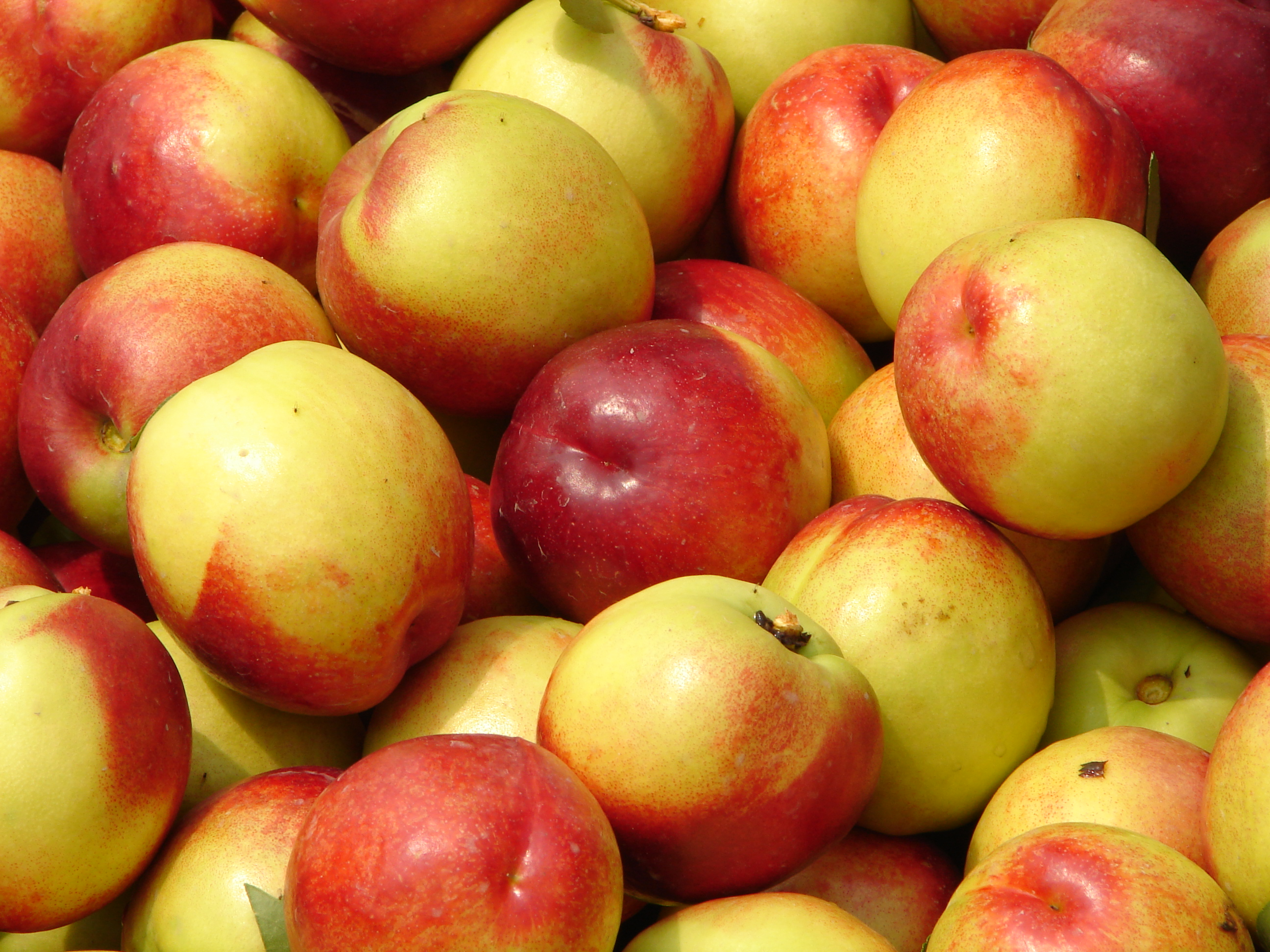
Nektarinky

Jedná se o skupinu odrůd, u které nejsou vyvinuty chlupy na pokožce, jde geneticky o chiméru[zdroj⁠?!]. Povrch je jasně rozeznatelný od jiných odrůd při pohledu i doteku.

## Konzumace

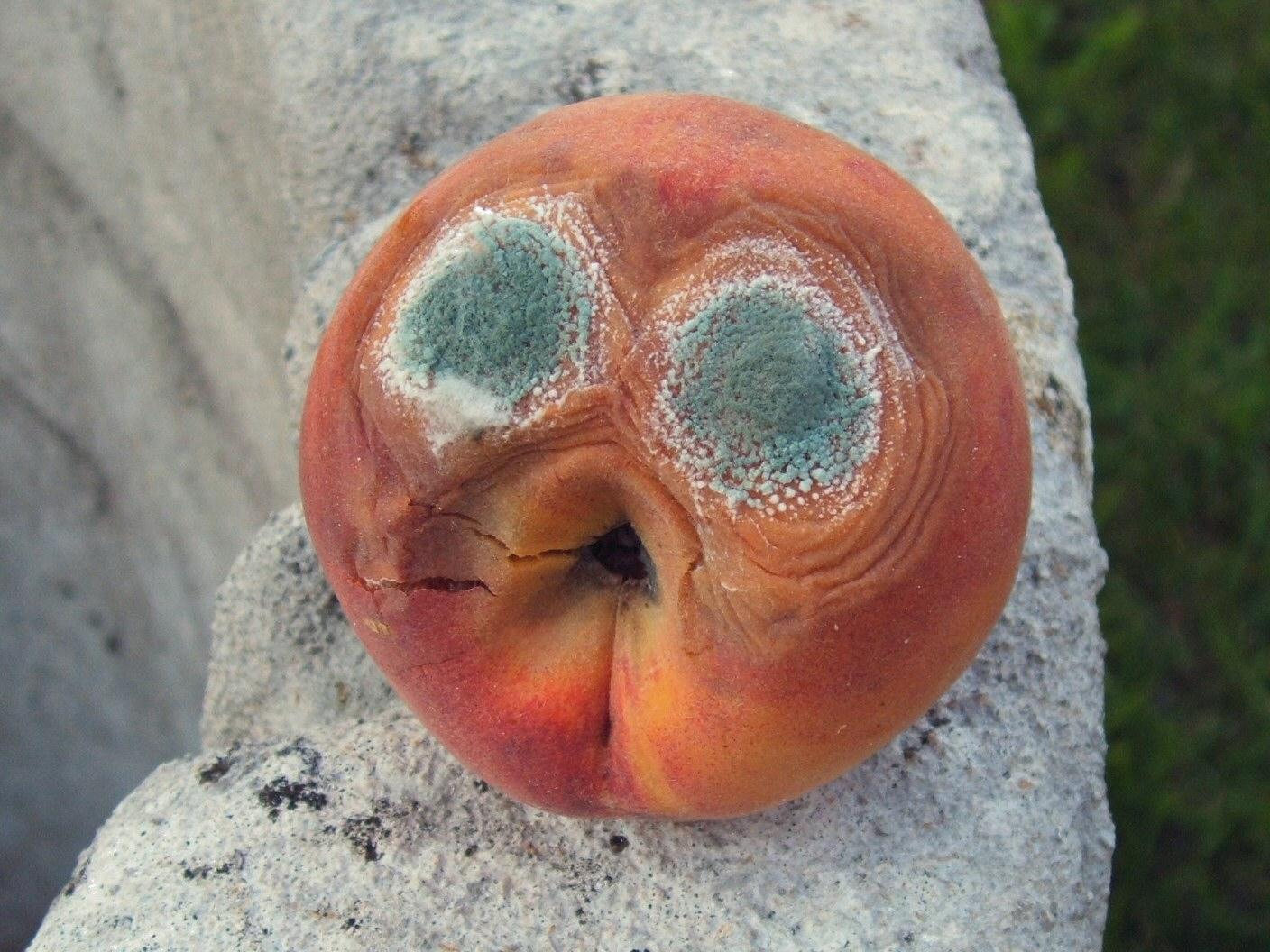
Nahnilý plod

Broskve se konzumují jak ve stavu, ve kterém rostou na stromu, kdy se buď rozkrojí a vyndá se z nich pecka anebo okusováním dužniny přímo z pecky, tak i zavařené. V závislosti na stupni zralosti se pohybuje tvrdost plodu; méně zralé plody jsou tvrdší, kdežto zralejší jsou měkčí a sladší. Nezralé plody se nechávají dozrát za pokojové teploty. Zralé plody by se měly skladovat maximálně po dobu 3 až 5 dnů v chladném prostředí. U některých odrůd občas dochází k tomu, že v době zralosti praskají pecky broskví, což zapříčiňuje sucho a mnoho slunce. Plody jsou často využívány i při vaření pro jejich typickou nasládlou chuť. Často se servírují s drůbežím masem, kdy jsou plátky broskví umístěny na mase.
Další využití je při výrobě kompotů, kdy se nakrájené broskve spolu se sladkým nálevem dávají do plechovky anebo zavařovací sklenice. Takto konzervované broskve mají dlouhou dobu trvanlivosti a snadno se pak transportují do cílových oblastí z míst, která by byla příliš vzdálená pro přímou dopravu.

### Další využití
Broskve se také využívají jako významná aromatická složka v potravinářském průmyslu pro svoji příjemnou chuť, která je poměrně oblíbená. Využívají se například u sladkých šťáv pro ředění vodou, jako příchutě u minerálek či limonád, u žvýkaček, čajů atd. Využívají se i pro výrobu parfémů.
V některých případech jsou využívány i v kosmetice a to nejen pro aromatickou vůni, ale i pro omlazující účinek v podobě pleťových masek, kdy se využívá rozmačkaná dužnina. Z jader broskví se lisuje aromatický olej.
Broskev se také používá na výrobu destilátů, jako např. Persiko (obsahuje i tlučená jádra broskví) nebo Praskova, bulharský likér zlatavě žluté barvy, sladké chuti.

## Odrůdy

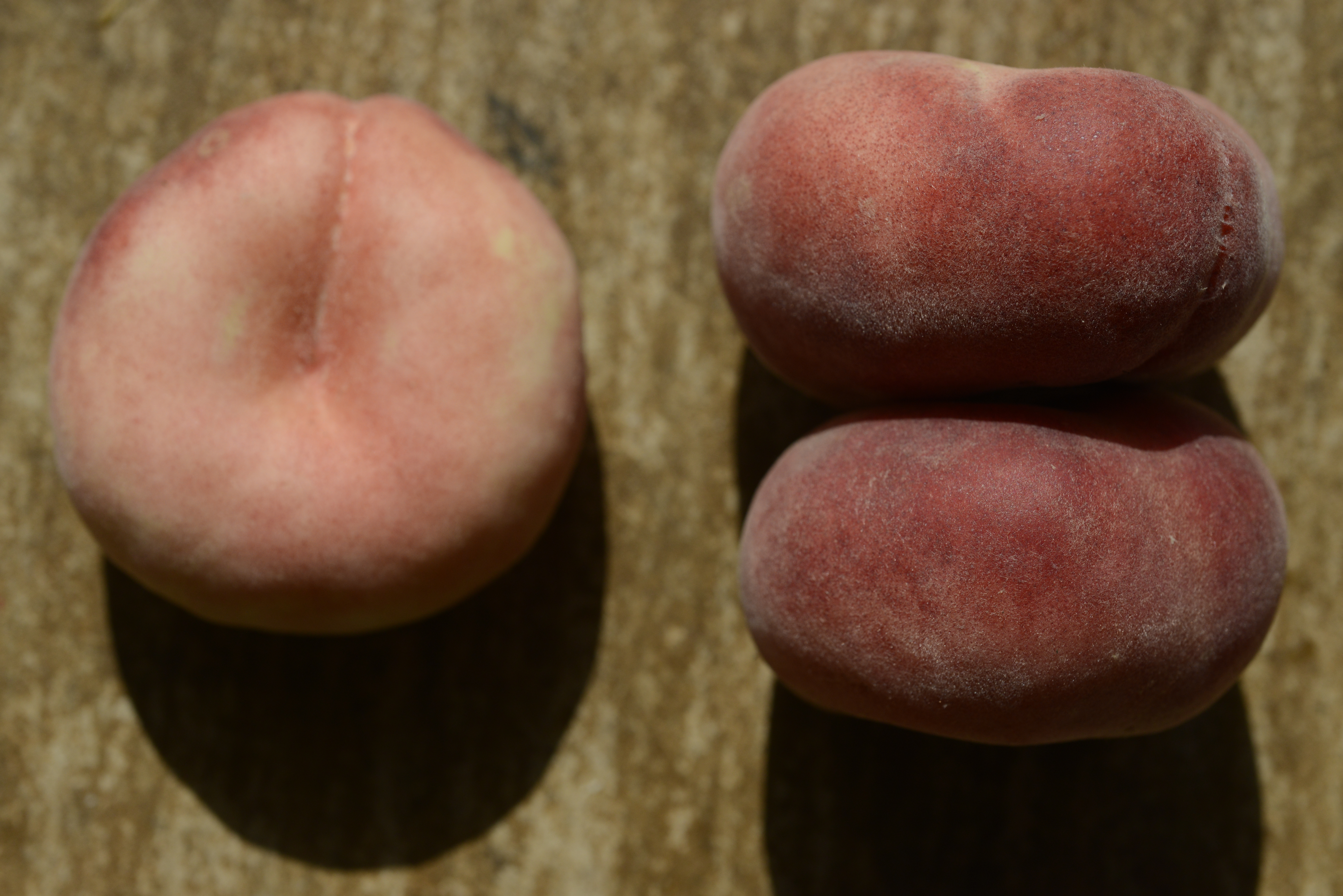
Plochá broskev odrůdy Saturn

- Favorita Morettini Plochá broskev odrůdy Saturn
- Harbinger
- Roztylská
- Saturn

## Průměrný obsah látek a minerálů
Tabulka udává dlouhodobě průměrný obsah živin, prvků, vitamínů a dalších nutričních parametrů zjištěných v broskvích.
| Složka          | Jednotka | Průměrný obsah | Prvek (mg/100 g) | Průměrný obsah | Složka (mg/100g) | Průměrný obsah |
| --------------- | -------- | -------------- | ---------------- | -------------- | ---------------- | -------------- |
| voda            | g/100 g  | 88,9           | Na               | 1              | vitamin C        | 31             |
| bílkoviny       | g/100 g  | 1,0            | K                | 160            | vitamin D        | 0              |
| tuky            | g/100 g  | 0,1            | Ca               | 7              | vitamin E        | -              |
| cukry           | g/100 g  | 7,6            | Mg               | 9              | vitamin B6       | 0,02           |
| celkový dusík   | g/100 g  | 0,16           | P                | 22             | vitamin B12      | 0              |
| vláknina        | g/100 g  | 1,5            | Fe               | 0,4            | karoten          | 0,114          |
| mastné kyseliny | g/100 g  | stopy          | Cu               | 0,06           | thiamin          | 0,02           |
| cholesterol     | g/100 g  | 0              | Zn               | 0,1            | riboflavin       | 0,04           |
| energie         | kJ/100 g | 142            | Mn               | 0,1            | niacin           | 0,6            |

Broskve obsahují kolem 5,6 g sacharózy, 1,2 g glukózy a 1,3 g volné fruktózy na 100 g.

## Broskve v kultuře
Broskve jsou ve velkém množství kultur spojovány se symbolem ženy, který vychází nejspíše z jejich tvaru, kdy jsou dvě části od sebe odděleny menší rýhou připomínající hýždě.
Japonský pohádkový hrdina Momotaro se údajně narodil z velké broskve.

### Čína
Broskev (amygdalus persica, čínsky 桃, pchin-jin: táo, čes. transkripce: tchao), poeticky zvaná „ovoce nesmrtelných“ (znak: 仙果, čes. transkripce: sien-kuo, pinyin: xiānguǒ) je strom a plod, kterému je v Číně připisováno mnoho symbolických významů. Největší slávu si získala jako symbol dlouhověkosti a nesmrtelnosti. Dřevo broskvoní a barva plodů zažehnávaly démony, okvětní lístky mohly očarovat člověka a také jej učinit nesmrtelným.

#### Význam v pověstech
Dle pověstí dozrávaly kouzelné broskve nesmrtelnosti jednou za tři, devět či dokonce deset tisíc let, prameny se v udání času různí. Tento podivuhodný strom prý rostl v zahradách Královny Matky Západu Si-wang-mu, na bájné hoře Kchun-kun. V ten vzácný den, kdy plody dozrály, bohyně pozvala všechny nesmrtelné na velkou slavnost. V románu Zápisky o cestě na západ se píše o opičáku Sunovi, který vnikl do palácových zahrad krátce předtím, než zázračné plody dozrály, zatřásl stromem a ke zděšení hostů plody snědl. Poté se Sun stal nesmrtelným, proto občas bývá v čínském umění opice zobrazována s broskví v tlapkách.
Kouzelné schopnosti má každá část broskvového stromu, ale plod je nejdůležitější. Byl pokládán za hlavní součást elixíru života taoistických alchymistů, protože podle jejich představ bůh dlouhověkosti vystoupil právě z broskve. Šťáva z broskví byla v chanské době významným prostředkem rituálních očištění před obřady. Téma nesmrtelnosti a dlouhověkosti je spojováno i s proslavenou utopickou poemou Pramen broskvových květů od Tchao Jüan-minga. Vypráví o kouzelné zemi, kde všichni žili šťastně, bez jakýchkoliv trápení. Broskve a obrázky broskví, jsou proto vhodnými dárky k narozeninám starých lidí. Motiv nesmrtelnost zaznívá i u přírodních lyriků doby dynastie Tchang, jako byl například Li-Po „broskvové květy odnáší proud do dáli / existují jiná nebe a jiné země, než jsou ty ve světě smrtelných“.

#### Využití v minulosti
Dřevo broskvoní i barva plodů prý odhánějí démony, proto se ještě v nedávné minulosti na Nový rok broskvoňové větve věšely nad vchody domů, aby zahnaly zlé duchy. Z broskvoňového dřeva se též dělaly luky a šípy na sestřelování démonů. Všudypřítomné ochranné sochy božstev, hlídající dveře domovů, byly nejdříve vyřezávány z broskvoňového dřeva, teprve později tento materiál nahradil papír. Dodnes však v mnoha oblastech lidé věší před příchodem Nového roku nad dveře talisman z broskvového dřeva a malé pecky broskvoní vyřezávané do tvaru zámečků, dávají jako amulet čínské matky na hrdla svých dětí. Věří totiž, že tak zamknou jejich život na tomto světě a ochrání je před předčasnou smrtí.

#### Význam v kultuře
Broskvový květ je přirovnáván k jemnému odstínu dívčích tváří a jeho okvětní lístky prý mohou očarovat každého muže. Poukazuje však také na lehkovážnou ženu, která se nechá snadno svést. „Zelené broskvové květy” označují tajné místo mileneckých schůzek. „Oči jako broskvové věty” jsou vlhké, jako přitažlivé oči herců, kteří ztělesňují ženy. V lidových básních opisuje výraz „kapka broskvového květu zabavuje azurovou sukni” panenskou krev. „Pomatenost broskvových květů” je výraz pro pubertální zmatky. „Jeskyně broskvových květů” může znamenat příležitostně také rakev. V románu „Příběh o Třech říších” se proslavila zahrada broskví, kde si přísahají bratrství tři hlavní hrdinové, Liou Pej, Čang Fej a Kuan Jü. Broskev je symbolem jara a zastupuje třetí lunární měsíc. Je také symbolem manželství, jelikož Číňané pokládají za nejvhodnější dobu pro sňatky právě počátek roku, kdy kvetou broskvoně. Rozkvetlé větvičky, ať už skutečné, namalované, či vystřižené jsou proto vítaným dárkem novomanželům.